# Konrad Pegel
Konrad Pegel (* 14. April 1487 in Wismar; † 13. November 1567 in Rostock) war ein deutscher Theologe, Professor für Pädagogik und Beredsamkeit sowie mehrmaliger Rektor der Universität Rostock.

## Leben
Konrad Pegel immatrikulierte sich 1505 an der Universität Rostock, graduierte zwei Jahre später zum Baccalaureus und 1509 zum Magister. Anschließend wurde Pegel zum Leiter des Pädagogiums „Porta Coeli“ ernannt, bevor ihn Herzog Heinrich V. von Mecklenburg 1514 zu sich berief, um seinen Sohn Magnus zu erziehen. Nach der Wahrnehmung seiner Aufgabe ging Pegel 1521 an die Universität Wittenberg, wo er Vorlesungen von Martin Luther und Philipp Melanchthon besuchte und seine reformatorische Position, die Pegel 1516 mit seinem Werk „Dialogus Theophili ac Archiae des poenitentia“ bereits einräumte, festigte.
Auf Weisung des Herzog Heinrich V. von Mecklenburg, kehrte Pegel 1532 nach Rostock an die Universität zurück und wurde ordentlicher Professor für Pädagogik und Beredsamkeit an der Philosophischen Fakultät. Während seiner Tätigkeit als Professor las er über Mathematik, Dialektik, Rhetorik sowie lateinische Klassiker und verbesserte in diesem Zuge die humanistischen Studien an der Universität Rostock. Neben seiner wissenschaftlichen Tätigkeit und fünfzehnmaligen Amtszeit als Dekan der Philosophischen Fakultät, wurde Konrad Pegel 1538 zum ersten Mal Rektor der Universität. In den Jahren 1538/1539, 1546/1547, 1547, 1550, 1550/1551, 1551, 1551/52, 1556 und 1565/1566 wurde Pegel für weitere Rektoramtszeiten bestätigt und bestimmte damit in besonderen Maße die Hochschulentwicklung.
1534/1535 nahm der Lutheraner Pegel als Theologe an den reformatorischen Kirchenvisitationen in Mecklenburg teil. Von 1556 bis zu seinem Tode 1567 war Konrad Pegel zudem letzter bischöflicher Offizial und Archidiakon von Rostock.
Konrad Pegel war der Vater von Magnus Pegel.

## Werk
Von Konrad Pegel sind nur wenige Publikationen erhalten geblieben bzw. überliefert. Als eines seiner bedeutendsten Werke gilt „Dialogus Theophili ac Archiae de poenitentia“ (Dialog des Theophilus und des Archias über die Buße) von 1516, worin Pegel sehr scharf den Ablasshandel verurteilt.